# 17601 Sheldonschafer
17601 Sheldonschafer este o planetă minoră (asteroid) din centura de asteroizi. A fost descoperită pe 19 septembrie 1995 la Catalina Station⁠(d) de Timothy B. Spahr. 
Obiectul prezintă o orbită caracterizată de o semiaxă mare de 1,8195945 UAi, o excentricitate de 0,06, o înclinație de 24,20232 ° în raport cu ecliptica.